# 遠州屋又兵衛
遠州屋 又兵衛（えんしゅうや またべえ、生没年不詳）とは江戸時代から明治時代にかけての江戸の地本問屋、団扇問屋。

## 来歴
遠又とも号す。寛政から明治にかけて堀江町2丁目佐兵衛地借で地本問屋を営業している。喜多川歌麿、歌川広重、歌川国芳、3代目歌川豊国、歌川芳虎の錦絵の他、団扇絵を多数出版している。

## 作品
- 喜多川歌麿 「千話鏡月の村雲」 大判揃物 寛政後期
- 歌川広重 「東海道五十三対」 大判揃物 弘化年間 3代目歌川豊国、歌川国芳と共判、伊勢市、伊場仙、伊場久、海老林と合版
- 歌川国芳 「忠孝名誉奇人伝」 大判揃物 弘化2年（1845年）ころ
- 歌川国芳 「江戸自慢程好仕入」 大判揃物 嘉永1年（1848年）ころ
- 歌川芳虎 「甲子屋うち 田子久」 団扇絵 明治3年（1870年）